# Wilker Ángel
Wilker José Ángel Romero, conocido como Wilker Ángel (Valera, Estado Trujillo, 18 de marzo de 1993) es un futbolista venezolano. Juega de defensa central y su equipo actual es el Esporte Clube Juventude de la Serie A de Brasil

## Trayectoria

### Trujillanos
Se asentó como titular en la Primera División de Venezuela con Trujillanos Fútbol Club antes de cumplir los 18 años. Para la temporada 2010-11 gracias a su talento y desempeño en la Copa Venezuela 2010, se consagró campeón junto con el Trujillanos. En el Apertura 2010 llegó a disputar 13 encuentros como defensa central. Con ello se hizo notar para el cuerpo técnico de la selección Sub-20, y se ganó un puesto en el combinado para el Sudamericano en Perú. 
En enero de 2011 es vendido al Deportivo Táchira. Terminó el torneo local con 13 partidos jugados, todos de titular, recibiendo 2 tarjetas amarillas y sin anotar ningún gol.

### Deportivo Táchira
En enero de 2011, llega al Deportivo Táchira, proveniente del Trujillanos Fútbol Club, donde también se gana un puesto de titular en un esquema de tres centrales, siendo Wilker el del medio y a sus lados dos centrales experimentados, Walter Moreno y Andrés Rouga. 
Logró ganar el título y la séptima estrella del Deportivo Táchira en la Primera División Venezolana 2010-11 al mando del técnico colombiano Jorge Luis Pinto, ganando el Torneo Apertura, y posteriormente ganándole al vencedor del Torneo Clausura, el Zamora Fútbol Club. El encuentro terminaría con un global de 1:0, entre partido de ida (0:1) y vuelta (0:0). Terminó el Torneo con un total de 8 partidos jugados, todos de titular, recibiendo 2 amarillas y anotando 2 goles.
Para la temporada 2011-12 jugó 22 partidos, los 22 de titular, anotando 2 goles y recibiendo 7 amarillas, lo que lo llevó a ser también un titular indiscutible en la selección nacional Sub-20 además de capitán, también fue tomado en cuenta por la selección de mayores para jugar unos partidos.
Para la temporada 2012-13 con los partidos que jugó en los que demostró su calidad le valieron para ser llamado a competir por el Sudamericano Sub-20 de 2013.
Para la temporada 2014-15 En el Torneo Clausura hizo el gol del campeonato al minuto 93`10, en el Clásico vs el Caracas Fútbol Club, consiguiendo con esto el boleto para la final contra Trujillanos, donde posteriormente salió campeón con el Deportivo Táchira consiguiendo la 8.ª estrella para el club aurinegro.

### Ahkmat Grozny
El 1 de agosto de 2016 se hizo oficial su contratación al entonces Terek Grozny (hoy Ahkmat Grozny) de la Liga Premier de Rusia por 3 años. El 24 de enero de 2017 renueva por 3 años más, hasta el 30 de junio de 2021.

### Göztepe
Luego de ser agente libre, el 8 de septiembre de 2021 fue presentado como nuevo jugador del Göztepe SK de la Superliga de Turquía por 1 año más otro opcional. Finalmente sólo jugó en el equipo turco una temporada. 

### Aucas
El 14 de diciembre de 2022 fue anunciado como refuerzo para la temporada 2023 de Sociedad Deportiva Aucas de Ecuador.

## Selección nacional

### Selección sub-20
Ángel ha participado en varias oportunidades con la selección de fútbol de Venezuela sub-20. En el 2011 fue miembro de la plantilla de Venezuela en el Campeonato Sudamericano Sub-20 de 2011, sin embargo no logró a disputar ningún partido.
En 2013 nuevamente es llamado para formar parte de la selección sub-20 con miras a participar en el Campeonato Sudamericano de Fútbol Sub-20 de 2013, jugando 4 partidos y provocando 2 penaltis, 1 en la derrota 0:1 ante Perú y el segundo en el empate 2:2 ante Uruguay.

### Selección de mayores
Con la selección absoluta, fue convocado para un partido de eliminatoria ante Ecuador el 7 de octubre de 2011 en Quito, sin embargo vio el partido desde el banquillo.
Debutaría con la selección el 18 de noviembre de 2014 en un amistoso ante Bolivia que culminaría con la derrota 2:3. Ángel logró anotar en su debut al abrir el marcador con un gol de cabeza.
Su segundo gol con la selección fue el 2 de febrero de 2016 en el amistoso contra Costa Rica. Dándole la victoria 1:0 a Venezuela

### Goles internacionales
| N.° | Fecha                   | Lugar                            | Rival      | Gol | Resultado | Competición |
| --- | ----------------------- | -------------------------------- | ---------- | --- | --------- | ----------- |
| 1   | 18 de noviembre de 2014 | Estadio Hernando Siles, Bolivia  | Bolivia    | 1-0 | 2-3       | Amistoso    |
| 2   | 2 de febrero de 2016    | Estadio Agustín Tovar, Venezuela | Costa Rica | 1-0 | 1-0       | Amistoso    |

## Participaciones internacionales
- Actualizado hasta los torneos disputados en 2016.[6]

| Competición                 | Sede           | Resultado        | Partidos | Goles |
| --------------------------- | -------------- | ---------------- | -------- | ----- |
| Sudamericano Sub-20 de 2011 | Perú           | Primera fase     | 0        | 0     |
| Sudamericano Sub-20 de 2013 | Argentina      | Primera fase     | 4        | 0     |
| Copa América 2015           | Chile          | Primera fase     | 0        | 0     |
| Copa América Centenario     | Estados Unidos | Cuartos de final | 4        | 0     |

## Clubes
Actualizado al último partido disputado el 1 de febrero de 2025.
| Club              | País          | Año           | Partidos | Goles | Asistencias |
| ----------------- | ------------- | ------------- | -------- | ----- | ----------- |
| Trujillanos       | Venezuela     | 2010          | 13       | 0     | 2           |
| Deportivo Táchira | Venezuela     | 2011-2016     | 173      | 20    | 3           |
| Ahkmat Grozny     | Rusia         | 2016-2021     | 117      | 8     | 2           |
| Göztepe           | Turquía       | 2021-2022     | 17       | 0     | 0           |
| Aucas             | Ecuador       | 2023          | 15       | 0     | 0           |
| Criciuma          | Brasil        | 2024          | 23       | 2     | 0           |
| Juventud          | Brasil        | 2025          | 2        | 0     | 0           |
| Total carrera     | Total carrera | Total carrera | 360      | 30    | 7           |

## Palmarés

### Campeonatos nacionales
| Título                 | Club              | País      | Año     |
| ---------------------- | ----------------- | --------- | ------- |
| Copa Venezuela         | Trujillanos       | Venezuela | 2010    |
| Torneo Apertura        | Deportivo Táchira | Venezuela | 2010    |
| Primera División       | Deportivo Táchira | Venezuela | 2010-11 |
| Torneo Clausura        | Deportivo Táchira | Venezuela | 2015    |
| Primera División       | Deportivo Táchira | Venezuela | 2014-15 |
| Campeonato Catarinense | Criciuma          | Brasil    | 2024    |